# Comtat
Il Comtat (in castigliano: El Condado) è una delle 34 comarche della Comunità Valenciana, con una popolazione di 27 157 abitanti in maggioranza di lingua valenciana; suo capoluogo è Cocentaina.
Amministrativamente fa parte della provincia di Alicante, che comprende 9 comarche.